# Luigia Codemo

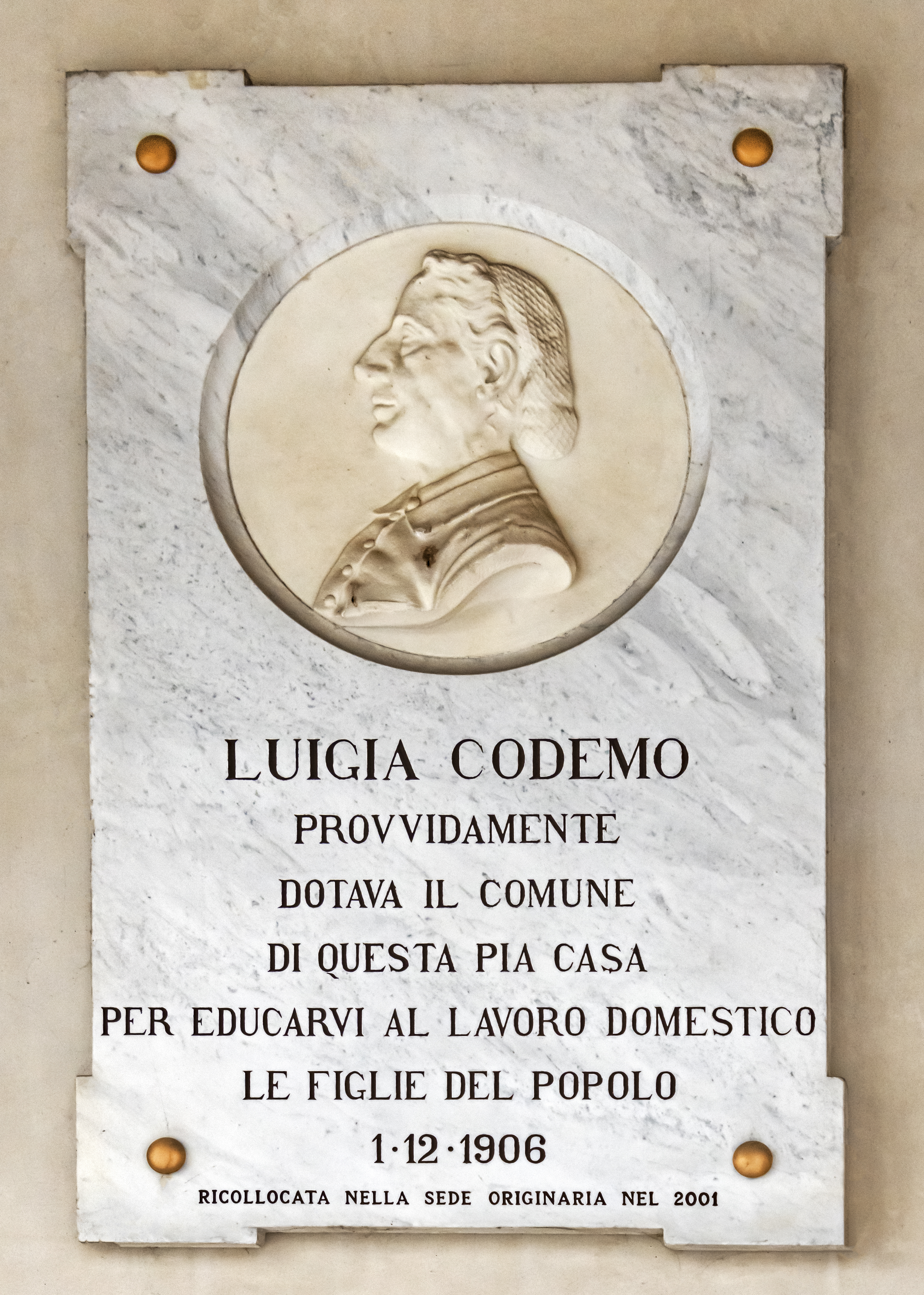
Gedenktafel für Luigia Codemo in der „Via Carlo Alberto“ in Treviso

Luigia Codemo (* 5. September 1828 in Treviso; † 3. August 1898 in Venedig) war eine italienische Schriftstellerin.

## Leben und Werk
Luigia Codemo gewann auf ausgedehnten und ununterbrochenen Reisen, auf denen sie von 1838 bis 1850 ihre Eltern begleitete, eine bedeutende Welt- und Lebenskenntnis, verheiratete sich 1851 in Venedig mit dem Ritter Karl von Gerstenbrand († 1880) und betrat zuerst 1856 mit ihren Memorie di un contadino (2. Auflage, Venedig 1874) das Feld der schriftstellerischen Tätigkeit, auf dem sie seitdem eine große Fruchtbarkeit entwickelt hat.

## Werke
Genannt seien von ihren Schriften, die fast ausschließlich Schilderungen des Volks- und Familienlebens enthalten:
- Berta, Venedig 1858
- Miserie e splendori della povera gente, 3. Aufl., Roveredo 1865
- L’ultimo Delmosti, Drama, Venedig 1868
- La rivoluzione in casa, Venedig 1869; 2. Ausg. 1872
- Un processo in famiglia, Drama, und Una donna di cuore, Lustspiel, Venedig 1869
- Scene e descrizioni, Venedig 1871
- Chioggia e Schio, Studien, Venedig 1872
- Pagine famigliari artistiche cittadine: 1750–1850, Venedig 1875; 2. Aufl., Treviso 1878
- I nuovi ricchi, Treviso 1876
- Andrea, 2. Ausg., Treviso 1877
- Scene marinare, Treviso 1879
- Svago e buona scuola, Treviso 1880
- Le Zattere, Treviso 1881
- Racconti, scene, bozzetti e produzioni drammatiche, 2 Bde., Treviso 1882
- Nohant, Treviso 1884
- Scene campestri, popolari e storiche, Treviso 1886
- Patire, non morire, Treviso 1886
- Un viaggio a bordo, Treviso 1886
- A guarra finita, Venedig 1887
- Noli me tangere, Erzählungen, Treviso 1894